# Skrytín
Skrytín je zámeček a bývalá osada v kopci na levém břehu Labe v nadmořské výšce cca 320 metrů. Patří pod Dobkovice v okrese Děčín v Ústeckém kraji. Zámek byl vystavěn na konci 19. století jako letní sídlo průmyslníka Ludwiga Wolfruma. V druhé polovině 20. století sloužil jako rekreační zařízení n. p. Konstruktiva, po roce 1989 několikrát změnil majitele a nakonec značně zpustl.

## Historie
Samota Skrytín (v německých pramenech Skritin nebo Reichberg) v 19. století administrativně spadala do správního obvodu, tvořeného katastrálními obcemi Dobkovice a Roztoky (dnešní místní část obce Povrly). Od roku 1877, kdy se Roztoky oddělily, Skrytín přináležel k Dobkovicím. První zmínka o osadě Skrytín (Skrzytyn) pochází z roku 1383.

## Rekonstrukce
Zámek s okolními pozemky v roce 2010 koupil za zhruba milion korun Martin Hausenblas a začal objekt rekonstruovat s plánem vytvořit z něj nový domov pro svoji rodinu. První léta po koupi čistil prostor od černých skládek a náletových dřevin, poté vybudoval elektrickou přípojku. V roce 2015 začala rekonstrukce samotné stavby, nová střecha je plánována na jaro 2016, dokončení pak na rok 2017. Rekonstrukce je prováděna tak, aby zámek byl energeticky pasivní. Náklady na rekonstrukci majitel odhaduje na 40 milionů korun.

## Dostupnost
K zámečku vede žlutě značená turistická cesta, která odbočuje od modré značky jižně od Dobkovic na rozcestí Pod Skrytínem a opět končí na modře značené cestě u rozcestí Pod Bradlem. Od železniční zastávky Dobkovice je Skrytín po této cestě vzdálen zhruba 3 kilometry.